# Hemelsblauwe lori
De hemelsblauwe lori (Vini ultramarina) is een vogel uit de familie Psittaculidae (papegaaien van de Oude Wereld). De vogel werd in 1820 door  Heinrich Kuhl beschreven op grond van balgen uit musea en gaf als regio van herkomst: "? Nova Hollandia" (Australië); dit was een vergissing. Het is een ernstig bedreigde, endemische vogelsoort van de Marquesaseilanden, een eilandengroep in de Grote Oceaan, die deel uitmaken van Frans-Polynesië.

## Kenmerken
De vogel is 18 cm lang. De vogel is veel meer blauw dan op illustraties uit de 19de eeuw. Van boven is de vogel dof, turkoois blauw, op de rug, stuit en staart geleidelijk lichter blauw. Het voorhoofd en de kruin zijn ultramarijnblauw. De keel en de borst zijn wit met donkerpaarse streepjes, dan een egaal paarsblauwe band over de borst en weer egaal blauw op de onderbuik, met daartussen witblauwe vlekjes, vooral op de flanken. De snavel is oranje, de poten zijn dof oranje.

## Verspreiding en leefgebied
Deze soort is endemisch op de Marquesaseilanden. In de vorige eeuw waren er op diverse eilanden populaties. In de jaren 1940 is deze lori opnieuw op het eiland Ua Huka geïntroduceerd, en hier verblijft nu waarschijnlijk de enige en in ieder geval nog de grootste populatie. Het leefgebied bestaat uit bomen met bloesems, zowel in natuurlijk bos als in aanplantingen van kokospalm, banaan, mango en inheemse soorten Hibiscus.

## Status
De hemelsblauwe lori heeft een beperkt verspreidingsgebied en daardoor is er grote kans op uitsterven. De grootte van de populatie werd in 2017 door BirdLife International geschat op 1000 tot 2500 individuen. De populatie is mogelijk nu stabiel. De komst van de zwarte rat op de andere eilanden is waarschijnlijk de voornaamste oorzaak van het verdwijnen van de lori's op deze eilanden. Alle eilanden hebben te lijden door overbegrazing door verwilderde paarden en geiten. De kans dat ook op Ua Huka invasieve diersoorten komen die schadelijk zijn voor deze lori, is niet gering. Om deze redenen staat deze soort als ernstig bedreigd op de Rode Lijst van de IUCN.